# Vida Roubada
Vida Roubada é uma telenovela brasileira produzida e exibida pelo SBT entre 14 de novembro de 1983 e 7 de junho de 1984, em 178 capítulos, às 19h, substituindo O Anjo Maldito e sendo substituída Meus Filhos, Minha Vida. Baseada na versão mexicana Ha llegado una intrusa, de Marissa Garrido, que por sua vez é um remake livre da telenovela brasileira A Intrusa, de Geraldo Vietri. Foi escrita por Raymundo López, sob direção de Antonino Seabra e Eduardo Linardi e direção geral de Waldemar de Moraes. Foi a primeira novela de longa duração do SBT e a primeira com cenas externas.
Conta com Suzy Camacho, Eliane Giardini, Fausto Rocha Jr., Maria Estela, Rogério Márcico, Ana Rosa, Maria Luíza Castelli e Mário Cardoso nos papéis principais.

## Enredo
Alice é uma orfã criada por caridade num refinado internato em Porto Alegre, onde se tornou amiga da rebelde Hilda, que não volta para casa desde a morte da mãe aos 6 anos. As duas fogem do internato, porém quando Hilda morre num acidente, Alice, sem ter ninguém no mundo, assume a identidade da amiga e volta à fazenda dos Albuquerque, onde encontra um clima hostil: o pai Afonso nunca gostou da filha por remeter à primeira mulher, a madrasta Virgínia a odeia por ser herdeira da metade dos bens e a governanta Esperança – que foi amante do fazendeiro – logo descobre a verdadeira identidade da intrusa e passa a ameaça-la.
Em meio a crise familiar, Alice se apaixona por Carlos, administrador da fazenda, porém ela se torna alvo de desejo do médico Alfredo, enquanto o rapaz é amado pela fútil Nely. Quem também gosta de Alice é o órfão Gabriel, o amor secreto de Margarida, noiva de Carlos que não o ama. Tudo se complica quando Hilda, que sobreviveu ao acidente, volta sob o nome de Verônica para infernizar Alice quando também se apaixona por Carlos. Em dado momento também ressurge Daniela, mãe de Hilda que todos pensavam estar morta, mas que havia sido expulsa da fazenda por Afonso após trai-lo.

## Elenco
| Ator/Atriz            | Personagem                            |
| --------------------- | ------------------------------------- |
| Suzy Camacho          | Alice Campos / falsa Hilda            |
| Eliane Giardini       | Hilda de Albuquerque Rosas / Verônica |
| Fausto Rocha Jr.      | Carlos Moraes                         |
| Maria Estela          | Virgínia Albuquerque Rosas            |
| Rogério Márcico       | Afonso de Albuquerque Rosas           |
| Ana Rosa              | Daniela de Albuquerque Rosas          |
| Maria Luíza Castelli  | Esperança Montenegro                  |
| Antônio Petrin        | Henrique Moraes                       |
| Mário Cardoso         | Alfredo                               |
| Thaís de Andrade      | Nely Carvalho                         |
| Yara Lins             | Maria Amélia Carvalho                 |
| Luiz Carlos de Moraes | Maurício Carvalho                     |
| Roberto Scudero       | Gabriel                               |
| Marta Volpiani        | Margarida Junqueira                   |
| Ruthinéa de Moraes    | Cibele Junqueira                      |
| Henrique César        | Estevão Junqueira                     |
| Marisa Fully Coelho   | Berta Junqueira                       |
| Renato Borghi         | Juca Tam-Tam                          |
| Fábio Mássimo         | Luiz Montenegro                       |
| Bruno Barroso         | Rica                                  |
| Alberto Baruque       | Tonho                                 |
| Rubens Rollo          | Tadeu                                 |
| Noeli Pinne           | Nina                                  |
| Felipe Donovan        | Fábio                                 |

### Participações especiais
| Ator/Atriz        | Personagem      |
| ----------------- | --------------- |
| Raymundo de Souza | Johnny Reagan   |
| Yara Grey         | Diretora Noemia |

## Reprise
Foi reprisada entre 19 de Junho de 1986 a 13 de fevereiro de 1987, às 14h30, em 171 capítulos substituindo Angelito e sendo substituída por Jogo do Amor.

## Trilha sonora
Vida roubada não teve trilha sonora lançada comercialmente. As canções a seguir fazem parte do LP do programa Vamos Nessa, lançado pela gravadora RCA (hoje Sony BMG) e foram aproveitadas para a novela, que traz na capa o aviso: "Incluindo temas da novela Vida Roubada do SBT".
- Você veio - Márcio Greyck
- Guarde seu amor para mim - Juanita e Richard
- Adeus às ilusões - Antônio Marcos
- O sonho - Lílian
- Renato Collection, Através dos Tempos (Menina linda, Ana, não te esquecerei, Até o fim, Primeira lágrima, Meu primeiro amor, O escândalo, Feche os olhos) - Renato e Seus Blue Caps
- Vida roubada - Altemar Dutra (Tema de abertura)
- Bobo da corte - A Patotinha
- Como Eu Te Quero - Trio Los Angeles
- Telefone - Gang 90 e As Absurdettes
- Paixão - Rosemary
- Tric Tric - Sérgio Mallandro
- Pra Dizer que Não Falei do Verso - Beto Mi
- Te Amo, Mas Adeus - Moacyr Franco
- Pra Dizer Adeus - Jane e Herondy
- Longe de você - Mário Albanese (Tema instrumental de encerramento) (Não incluída no LP)
- Marco Polo - Bob James (Não Incluída no LP)